# Искар (град)
Искар (буг. Искър) град је у Републици Бугарској, у северном делу земље, седиште истоимене општине Искар у оквиру Плевенске области.

## Географија
Положај: Искар се налази у крајњем северном делу Бугарске. Од престонице Софије град је удаљен 150 км североисточно, а од обласног средишта, Плевена град је удаљен 30 км западно.
Рељеф: Област Искара се налази у области јужног обода Влашке низије. Градско подручје је равничарско до валовито, на приближно 60 метара надморске висине. 
Клима: Клима у Искару је континентална.
Воде: Искар се образовао поред велике бугарске реке Искар, по којој је град добио назив. У околини постоји више мањих водотока.

## Историја
Област Искара је првобитно било насељено Трачанима, а после њих овом облашћу владају стари Рим и Византија. Јужни Словени ово подручје насељавају у 7. веку. Од 9. века до 1395. г. област је била у саставу средњовековне Бугарске.
После 5 векова турског јарма Искар је постао 1878. г. део савремене бугарске државе. Насеље постаје средиште окупљања за села у околини, са више јавних установа и трговиштем.

## Становништво
| 1965. | 1975. | 1985. | 1992. | 2001. |
| ----- | ----- | ----- | ----- | ----- |
| 6,091 | 5,686 | 4,922 | 4,483 | 4,107 |

По проценама из 2010. г. Искар је имао око 3.700 ст. Огромна већина градског становништва су етнички Бугари. Остатак су махом Роми. Последњих деценија број становника у граду расте због ширења градског подручја оближњег Плевена.
Претежан вероисповест месног становништва је православна.